# Estela del sacerdot de Cartago
L'estela del sacerdot de Cartago, també coneguda com l'Estela del Sacerdot, és una estela púnica descoberta l'any 1921 al Tofet de Cartago, dins el jaciment arqueològic del mateix nom, també anomenat Tofet de Salambó, a l'actual Tunísia. La troballa va tenir lloc durant unes excavacions dutes a terme sense finalitats estrictament científiques, les quals van permetre localitzar el tofet i, a partir de 1922, iniciar les primeres investigacions sistemàtiques en aquesta zona del jaciment. Actualment, l'estela es conserva al Museu Nacional del Bardo, situat a la ciutat del Bardo, a Tunísia.

## Història
L'estela fou trobada al tofet de Cartago l'any 1921. Encara que es desconeix el nom de la persona que la va descobrir, se sap que les excavacions realitzades en aquella zona no estaven autoritzades, i que la seva troballa fou conseqüència d'aquestes activitats il·legals. En aquell mateix any, l'estela va acabar en mans de François Icard, inspector de policia, i Paul Gielly, funcionari municipal de la ciutat de Cartago, dos individus que compartien l'interès per les antiguitats.
Icard i Gielly van començar a sospitar de l'existència del tofet quan van observar que un ciutadà incrementava progressivament la quantitat i la freqüència amb què els subministrava esteles de diverses tipologies i materials. Tanmateix, no van actuar fins que van rebre l'Estela del sacerdot de Cartago, peça avui custodiada al Museu Nacional del Bardo. A finals de 1921, concretament al desembre, van seguir el subministrador fins a localitzar un grup d'individus que treballaven en una zona on estaven a punt de traslladar diverses esteles. Entre aquests treballadors hi havia el propietari del terreny, que col·laborava en les excavacions clandestines, i un grup d'obrers.
Posteriorment, l'any 1922, Icard i Gielly van adquirir l'àrea del tofet i van iniciar les primeres excavacions autoritzades, les quals van tenir continuïtat al llarg de les dècades següents, amb intervencions realitzades per diversos investigadors.

## Context històric
Aquesta estela pertany a la cultura cartaginesa. Tot i que la seva datació exacta no es pot establir amb certesa, les estimacions actuals la situen aproximadament entre el segle IV aC i els segles III–II aC.

## Descripció

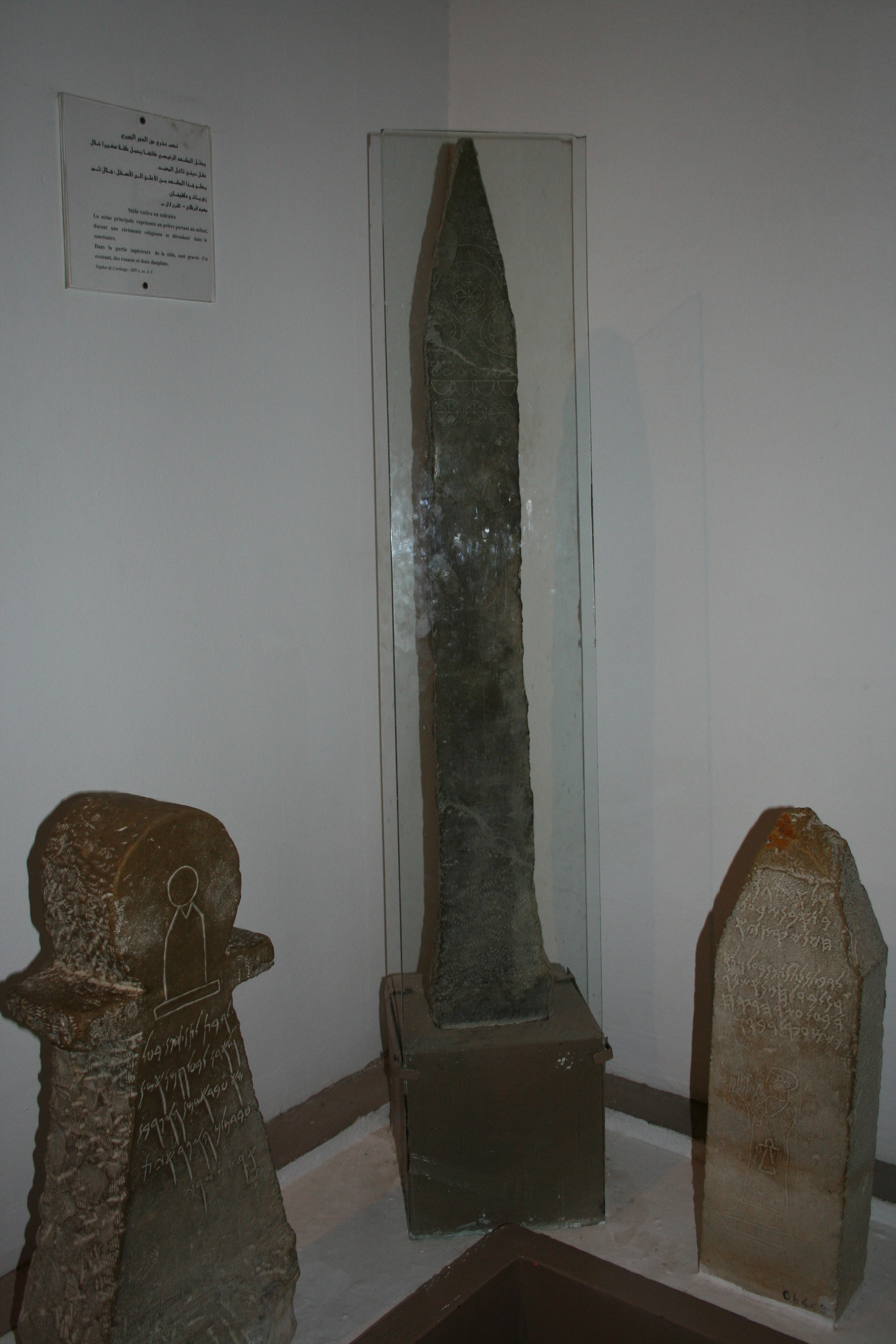
Vista de l'estela en la seva totalitat

L'estela presenta la figura d'un personatge masculí que porta un tocat sacerdotal kohanim i vesteix una túnica. Aquest personatge té el braç dret aixecat, mentre que amb la mà esquerra sosté un infant. A la part superior de l'estela es representen tres elements circulars, interpretats habitualment com a decoracions florals, així com una combinació de semicercles i formes punxegudes.
L'estela, d'uns 100 cm d'alçada, està realitzada en pedra calcària fosca. La tècnica emprada és la del gravat lineal i senzill. Actualment, la peça presenta una fractura a la part inferior i signes d'erosió als laterals, fet que evidencia el pas del temps i les condicions de conservació del jaciment.

## Estudis i interpretacions
La principal problemàtica entorn d'aquesta estela rau en la interpretació de la seva iconografia. La hipòtesi més difosa és que representa un sacerdot que sosté un infant, interpretació que alguns estudiosos vinculen a la pràctica del sacrifici infantil, mentre que d'altres consideren que podria tractar-se d'un nadó recent nascut. La manca de consens sobre la naturalesa d'aquesta escena ha conduït a una llarga controvèrsia, atès que la iconografia es considera, sovint, ambigua i oberta a interpretacions diverses. Alguns autors fins i tot plantegen que la figura masculina podria correspondre a una divinitat o a un personatge mitològic cartaginès.

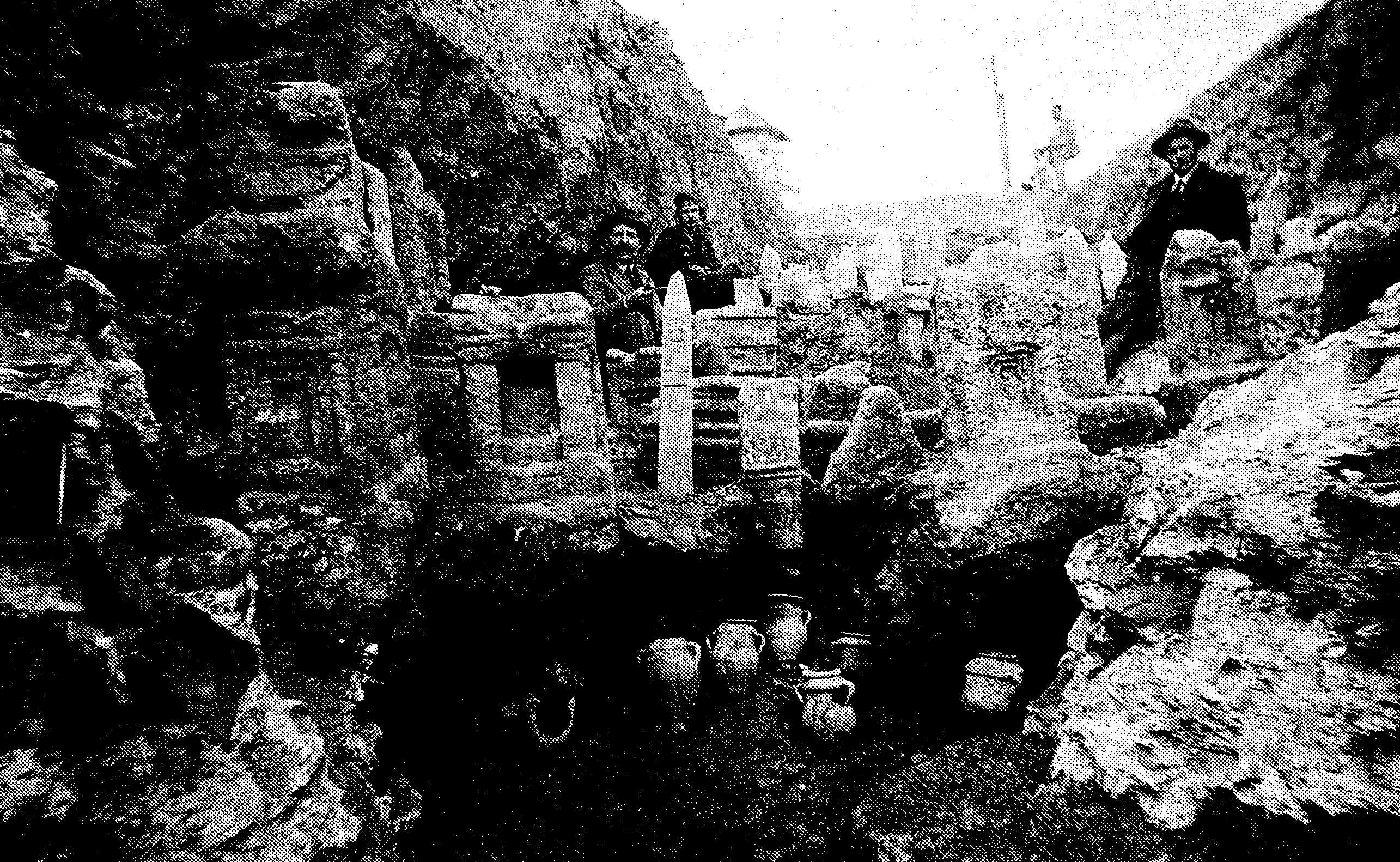
Una excavació del Tofet de Salambó en el 1921. Dos dels individus presents són Icard i Gielly

El tofet de Cartago és, des de fa dècades, l'epicentre del debat sobre la pràctica dels sacrificis infantils en el món púnic. Mentre un sector de la recerca defensa, a partir de fonts clàssiques i evidències epigràfiques, que aquest espai era destinat al sacrifici d'infants en honor a les divinitats Baal Hammon i Tanit, un altre sector sosté que es tractava d'un cementiri infantil ritualitzat, on s'enterraven nens morts de manera natural.
Aquesta dualitat interpretativa ha marcat l'estudi del tofet i de peces com l'Estela del sacerdot. Les recerques desenvolupades a partir de la dècada de 1980, basades en metodologies bioarqueològiques (anàlisi d'ADN, osteologia, isòtops i cremació), han intentat dilucidar si els infants van morir de forma natural o van ser víctimes de sacrificis rituals. Les conclusions majoritàries d'aquests estudis apunten que la major part de les restes corresponen a morts naturals, la qual cosa ha debilitat la hipòtesi del sacrifici, tot i que el debat encara es manté obert.
A nivell formal, l'estela no conté inscripcions, però sí una iconografia significativa. La figura masculina, identificada com a sacerdot gràcies a la indumentària —túnica curta i tocador sacerdotal—, es representa al costat d'un infant de menors dimensions. A la part superior hi apareixen discos solars i rosetes, motius habituals en l'art púnic. La peça està elaborada amb calcària cartaginesa i, a causa del seu estat fragmentari i de l'erosió, es troba incompleta.